# Orliv Iar, Iampil
Orliv Iar (în ucraineană Орлів Яр) este un sat în comuna Kneajîci din raionul Iampil, regiunea Sumî, Ucraina.

## Demografie
Componența lingvistică a localității Orliv Iar
     Ucraineană (100%)
Conform recensământului din 2001, toată populația localității Orliv Iar era vorbitoare de ucraineană (100%).